# جونغيون
يو جونغيون هي مغنية وكاتبة أغاني كورية جنوبية وهي عضو في فرقة توايس؛ التي شكلتها وكالة جاي واي بي إنترتينمنت بعد برنامج الاقصاء سكستين.

## حياتها

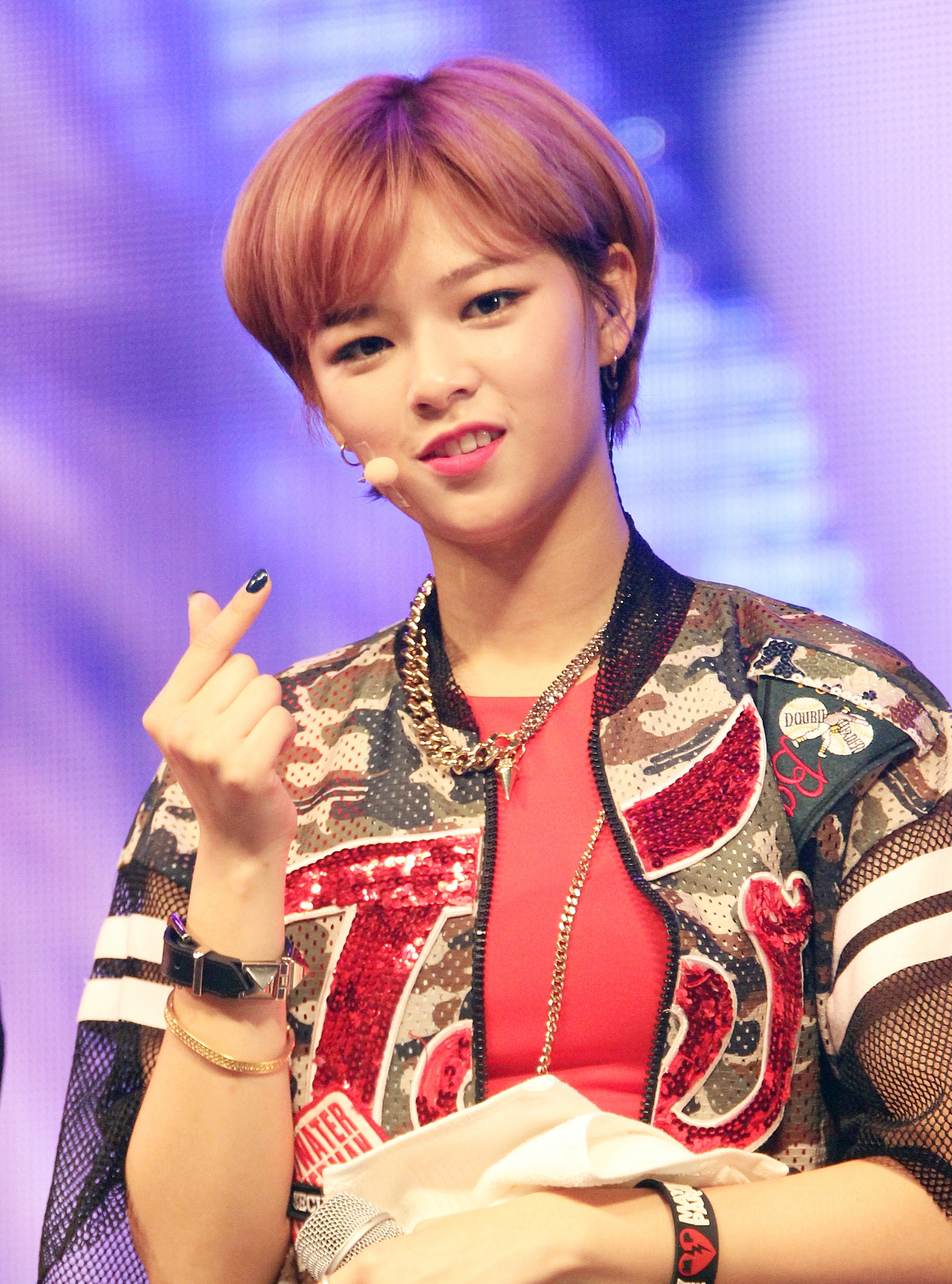
يو جونغيون

ولدت جونغيون يوم 1 نوفمبر سنة 1996 في مدينة سوون، كوريا الجنوبية. كان اسمها عندما ولدت يو كيونغ وان ثم غيرت اسمها إلى يو جونق يون في الصف الثالث لأنها تعرضت للمضايقة من قبل زملائها لأن اسمها اسم ولد. لديها اختان أكبر منها : الاخت الكبرى هي الممثله غونغ سونغيون والأخت الوسطى هي يو سويون. ووالدها هو تشانق جون كان الطباخ الخاص برئيس كوريا السابق كيم داي جونق. وكذلك رئيس طهاة في فندق سيؤول بلازا لأكثر من 20 سنة. ووالدتها تعمل في مطعم ياباني خاص بعمة والدتها. جونغيون تجيد العزف على بالساكسفون وتعلمت العزف على القيتار.

## مسيرتها الفنية
شاركت في تجارب الأداء لجاي واي بي عندما كانت صغيرة ولكن لم تقبل. ثم شاركت في تجارب الأداء السادسة لجاي واي بي في مارس 2010 وتم قبولها وأصبحت متدربة. ظهرت بالفيديو الموسيقي (Girls Girls Girls) لفرقة غوت سفن، والفيديو الموسيقي ( only you )لفرقة miss a . كانت ستترسم هي ونايون وجيهيو وسانا و سيليسيا ولينا و مين يونغ في فرقة 6Mix ولكن تم ألغى ترسيمهم لتجهيز برنامج الاقصاء sixteen الخاص بفرقة Twice.

## روابط خارجية
جونغيون على موقع IMDb (الإنجليزية)
- جونغيون على موقع ميوزك برينز (الإنجليزية)
- جونغيون على موقع ديسكوغز (الإنجليزية)
- جونغيون على موقع قاعدة بيانات الفيلم (الإنجليزية)